# Henicorhina negreti
Henicorhina negreti (лат.) — вид птиц из семейства крапивниковых. Подвидов не выделяют. Эндемик Колумбии. Видовое название дано в честь колумбийского орнитолога Альваро Хосе Негрета (исп. Álvaro José Negret, 1949—1998).

## Описание
Маленький крапивник с короткими округлыми крыльями (5—7 первостепенные маховые перья длиннее остальных, девятое и десятое первостепенные маховые перья короче второстепенных), крепкими ногами (цевка примерно вдвое длиннее сложенного крыла), коротким хвостом (хвост немного длиннее цевки, с 12 рулевыми перьями, закругленными на кончиках). Клюв короче головы, загнут к кончику и умеренно сжат спереди.
Henicorhina negreti достигает длины тела 10,8—11,7 см и массы 15,2—16,7 г. Половой диморфизм не выражен. У взрослой особи тёмно-коричневая макушка с черноватыми отметинами; щеки и скуловая область тёмно-серые с едва заметными бледно-серыми или беловатыми пятнами. Тонкая надбровная дуга белого цвета; от основания клюва через глаз проходит черноватая линия. Верхняя часть тела тёмно-коричневая; надхвостье и кроющие хвоста ярко-коричневые. Тёмные маховые перья с узкой чёрной полосой. Рулевые перья тёмные с неясной чёрной полосой. Горло тёмно-серое с тёмной каймой; грудь тёмно-серая; брюхо и бока тускло-коричневого цвета с тёмно-серыми или чёрными полосами. Радужная оболочка орехово-коричневая, клюв чёрный с основанием подклювья голубовато-серого цвета. Молодь намного темнее взрослых особей и не имеет полосок на брюхе.

## Распространение и места обитания
Henicorhina negreti является эндемиком Колумбии. Первоначально был обнаружен только в национальном природном парке Мунчике, но позже обнаружен в нескольких департаментах, национальных парках и заповедниках Колумбии. Встречается на тихоокеанских склонах западных хребтов Анд на высоте от 2250 до 2640 м над уровнем моря. Обитает в очень влажных эпифитных горных облачных лесах, характеризующихся почти постоянным покровом тумана. 
Питается исключительно членистоногими. Пищу добывает на высоте до двух метров над уровнем лесной подстилки, иногда поднимаясь на высоту до 4 м. Присоединяются к смешанным стаям с крапивниками (Cinnycerthia olivascens) и лесными певунами (Myiothlypis coronata), но ненадолго, только при пересечении этими видами собственной территории.